# Teuro
Teuro ist ein 1997 vom Satiremagazin Titanic geprägtes Kofferwort im deutschen Sprachraum, zusammengesetzt aus teuer und Euro, das umgangssprachlich für die Währung Euro verwendet wird. Da es nach der Euro-Bargeldeinführung am 1. Januar 2002 eine weit verbreitete Wahrnehmung gab, dass sich die Preise von Waren und Dienstleistung deutlich verteuert hätten, konnte sich der Begriff durch verschiedene Medien im Sprachgebrauch manifestieren.
Erhebungen der gefühlten Inflation zeigten für den gesamten neugeschaffenen Euroraum, aber insbesondere in Deutschland einen sprunghaften Anstieg seit 2001/02, der erst um 2005 langsam wieder abflaute.
Demgegenüber stehen zahlreiche Untersuchungen über die reale Preisentwicklung, die zwar teilweise erhebliche Preissteigerungen in der Zeit unmittelbar nach der Euro-Einführung zeigen, aber über längere Zeiträume keine ungewöhnlichen Preissteigerungen feststellen können. Auf den gesamten Euroraum bezogen blieb die Inflation annähernd konstant, in Deutschland und Österreich war sie im Jahr 2002 sogar niedriger als 2001.

## Gefühlte Inflation und Reaktionen

Gefühlte Inflation in der Eurozone von Januar 2000 bis Mai 2012 (Quelle: Business and Consumer Survey der Europäischen Kommission)

Direkt nach der Euro-Einführung war in den Euroländern die Wahrnehmung verbreitet, die Preise seien durch die Währungsumstellung erheblich gestiegen. Die monatlich mit 21.000 Befragten durchgeführten Untersuchungen der Europäischen Kommission zeigen einen starken Meinungsumschwung in diesen Staaten. Während im Dezember 2001 nur 17 % angaben, die Preise stiegen schneller als zuvor, waren es im September 2002 schon 44 %. Zwar liegt die wahrgenommene Inflation häufig höher als die statistisch gemessene, aber die Diskrepanz wuchs in diesem Zeitraum erheblich. Erst um 2005 pendelten sich die Werte wieder langsam ein.

### Deutschland
In Deutschland war die Stimmung schon vor Einführung des Euro sehr kritisch gegenüber der neuen Währung. Eine im März 1992, also kurz nach der Verabschiedung des Vertrags von Maastricht, der unter anderem auch die Einführung des Euro festlegte, durchgeführte Befragung ergab, dass 42 % den Vertrag ablehnten, wobei zwischen Ost- und Westdeutschland kein signifikanter Unterschied bestand. Eine weitere Umfrage aus dem Januar 1992 zeigte auch eine große Skepsis gegenüber der Stabilität der Währung. So waren 62 % der Meinung, die zukünftige Währung lasse sich nicht stabil halten. Unter Führungskräften aus Wirtschaft, Politik und Verwaltung war diese Meinung sogar zu 69 % verbreitet.
Die kritische Haltung war auch zum Zeitpunkt der Bargeldeinführung präsent. Nach einer Umfrage des Nachrichtenmagazins Focus unter 2004 Deutschen im Jahr 2001 waren 56,4 % der Befragten gegen die neue Währung. 65 % der Frauen waren gegen den Euro, die Männer nur zu 45 %. In Ostdeutschland waren rund 70 % für den Verbleib bei der Mark. Nach Berufsgruppen aufgeschlüsselt waren Beamte und Selbständige zu 54 % für den Euro, Arbeiter und Rentner hingegen in zwei Dritteln der Fälle dagegen. Nur in Schweden, Finnland, Dänemark und Großbritannien waren die Menschen negativer zum Euro eingestellt. Dieselbe Umfrage ergab auch, dass eine deutliche Mehrheit vermutete, die Unternehmen würden die Währungsumstellung für Preiserhöhungen nutzen.
Die damalige deutsche Bundesregierung verkündete bereits im Vorfeld der Euro-Einführung, niemand müsse „durch die Einführung des Euro mehr bezahlen als vorher“. Schon früh nach der Bargeldeinführung wurde in den Medien über die neue Währung als Preistreiber berichtet. Das Nachrichtenmagazin Focus führte im Frühjahr 2002 eine sogenannte „Teuro-Denkzettel-Aktion“ durch, bei der die Leser dazu aufgefordert wurden, Beispiele für extreme Preissteigerungen einzusenden. Über 600 Meldungen gingen ein.
Es zeigte sich bald, dass die gefühlte verstärkte Inflation in Deutschland eines der größten Ausmaße in ganz Europa hatte. Nur in den Niederlanden war das Gefühl ähnlich stark verbreitet. Bundesfinanzminister Hans Eichel rief im Frühjahr 2002 zu einem Boykott auf. Bundesverbraucherschutzministerin Renate Künast veranstaltete einen „Anti-Teuro-Gipfel“ und Bundeskanzler Schröder äußerte sich ebenso.
Die Debatte war begleitet von Klagen verschiedener Branchen über die schwierige Situation, insbesondere über Umsatzrückgänge und Konsumzurückhaltung. In der Taxibranche wurde von 15 bis 30 % Umsatzrückgang berichtet. Im Bereich der Elektronik fielen die Umsätze um 10 %, bei Möbeln und Schuhen um 7 %.

### Österreich
In Österreich wurden Behörden und Privatwirtschaft gesetzlich zur Rundung zugunsten des Kunden verpflichtet. Eine Kommission beobachtete die Preisentwicklung, und der Wirtschaftsminister wäre bei Bedarf berechtigt gewesen, die Preise bis zu sechs Monate lang festzulegen.
Dennoch gibt es in Österreich eine ähnliche Wahrnehmung von Preissteigerungen. Eine Umfrage der Österreichischen Gesellschaft für Europapolitik (ÖGfE) ergab, dass fast 60 % der Befragten einen negativen Währungseinfluss wahrnahmen. 45 % gaben an, die Euro-Einführung habe sich sehr auf Preissteigerungen ausgewirkt.

## Ausbreitung des Kunstworts
„Teuro“ ist eine Wortschöpfung des Satiremagazins Titanic, das bereits im Februar 1997, also kurz nach der Entscheidung für den endgültigen Namen der neuen Währung, den Begriff verwendete.
Das Kunstwort ist sowohl in Deutschland als auch in Österreich zum Wort des Jahres für 2002 gewählt worden und wurde in den Duden wie auch den Wahrig aufgenommen.
Das spanische Äquivalent für Teuro ist Redondeuro und stammt von redondear = aufrunden.

## Entwicklung der tatsächlichen Teuerung

Inflation im Euroraum im Vergleich zur gesamten EU (15 Länder) und dem EWR-Mitglied Norwegen für die Jahre 2001 und 2002, monatlich im Vergleich zum jeweiligen Vorjahresmonat, berechnet mittels des Harmonisierten Verbraucherpreisindex

Inflation im Euroraum im Vergleich zu den EU-Ländern, die 2002 nicht dem Euro beitraten: Dänemark, Schweden und das Vereinigte Königreich. Daten für die Jahre 2001 und 2002, monatlich im Vergleich zum jeweiligen Vorjahresmonat, berechnet mittels des Harmonisierten Verbraucherpreisindex

| Monat     | Deutschland | Österreich | Luxemburg | Belgien |
| --------- | ----------- | ---------- | --------- | ------- |
| Jan. 2001 | 1,4 %       | 3,0 %      | 2,9 %     | 2,2 %   |
| Feb. 2001 | 1,8 %       | 2,6 %      | 2,9 %     | 2,3 %   |
| Mär. 2001 | 1,8 %       | 2,7 %      | 2,9 %     | 2,1 %   |
| Apr. 2001 | 2,2 %       | 3,0 %      | 2,8 %     | 2,8 %   |
| Mai 2001  | 2,7 %       | 3,4 %      | 3,3 %     | 3,1 %   |
| Jun. 2001 | 2,5 %       | 2,8 %      | 2,9 %     | 2,9 %   |
| Jul. 2001 | 2,2 %       | 2,8 %      | 3,0 %     | 2,7 %   |
| Aug. 2001 | 2,2 %       | 2,5 %      | 2,8 %     | 2,7 %   |
| Sep. 2001 | 2,0 %       | 2,6 %      | 2,4 %     | 2,3 %   |
| Okt. 2001 | 1,8 %       | 2,5 %      | 2,3 %     | 2,4 %   |
| Nov. 2001 | 1,5 %       | 2,1 %      | 2,1 %     | 2,1 %   |
| Dez. 2001 | 1,6 %       | 1,9 %      | 1,7 %     | 2,2 %   |
| Jan. 2002 | 2,1 %       | 2,1 %      | 2,3 %     | 2,9 %   |
| Feb. 2002 | 1,8 %       | 1,9 %      | 2,3 %     | 2,6 %   |
| Mär. 2002 | 2,0 %       | 1,9 %      | 2,1 %     | 2,7 %   |
| Apr. 2002 | 1,5 %       | 1,8 %      | 2,1 %     | 1,8 %   |
| Mai 2002  | 1,2 %       | 1,9 %      | 1,9 %     | 1,3 %   |
| Jun. 2002 | 1,0 %       | 1,7 %      | 1,7 %     | 0,9 %   |
| Jul. 2002 | 1,2 %       | 1,6 %      | 2,0 %     | 1,3 %   |
| Aug. 2002 | 1,2 %       | 1,9 %      | 1,8 %     | 1,3 %   |
| Sep. 2002 | 1,1 %       | 1,6 %      | 2,0 %     | 1,3 %   |
| Okt. 2002 | 1,3 %       | 1,7 %      | 2,2 %     | 1,3 %   |
| Nov. 2002 | 1,2 %       | 1,7 %      | 2,2 %     | 1,1 %   |
| Dez. 2002 | 1,2 %       | 1,8 %      | 2,2 %     | 1,4 %   |

### Deutschland

Jährliche Preisveränderungsraten in Deutschland seit 1965

Der allgemeinen Stimmung in Deutschland gegenüber stehen verschiedene Untersuchungen zur Preisentwicklung, sowohl von offizieller Seite als auch von unabhängigen Instituten. Diese zeigen mittelfristig keine starken Preissteigerungen. Einige Erhebungen zeigen jedoch einen beträchtlichen Preisanstieg im ersten Halbjahr 2002, der in den folgenden Monaten weitgehend wieder ausgeglichen wurde. Eine vom Nachrichtenmagazin Focus im Auftrag gegebene Untersuchung kam zudem zum Schluss, dass der Handel die Preise schon im Vorfeld der Währungsumstellung erhöht hatte.

#### Daten des Statistischen Bundesamtes
In Deutschland betrug die offizielle Inflationsrate im Jahr der Bargeld-Euro-Einführung (2002) 1,4 %. Für Waren und Dienstleistungen des täglichen Gebrauchs führte das Institut der Deutschen Wirtschaft im Jahr 2002 eine detaillierte Untersuchung der Daten des Statistischen Bundesamtes durch und ermittelte einen Preisanstieg im ersten Quartal von 4,8 %. Bei einzelnen Produktgruppen wie Gemüse und Flugreisen konnten stark überdurchschnittliche Preisanstiege festgestellt werden.
Nach dem Verbraucherpreisindex des deutschen Statistischen Bundesamtes betrug die Teuerung in Deutschland für die ersten zweieinhalb Jahre seit Einführung des Euro-Bargelds im Januar 2002 insgesamt 3,3 %. In den zweieinhalb Jahren zuvor – den letzten der DM – stiegen die Verbraucherpreise um insgesamt 4,3 %.
Mitte des Jahres 2001 verzeichnete der Verbraucherpreisindex einen deutlicheren Anstieg der Preise in Deutschland im Vergleich zu den Vormonaten. Dieser lag jedoch weit unter den Steigerungsraten, die Anfang der 1990er Jahre verzeichnet wurden (bis zu 6,3 % Anstieg des Preisindexes im Vergleich zum Vorjahresmonat). Am häufigsten waren inflationäre Tendenzen bei Frischwaren, bei Kino-Eintrittskarten, Dienstleistungen und in Gaststätten festzustellen.

#### Untersuchungen des Nachrichtenmagazins Focus
Das Nachrichtenmagazin Focus widmete sich schon im Jahr 2001 mit einer Titelgeschichte „Vorsicht, Teuro!“ dem Thema eventueller verstärkter Teuerungen infolge der Euro-Einführung. Es beauftragte den Marktforscher Wolfgang Steinle mit der Beobachtung der Preise. Dieser kam zu dem Schluss, dass die Händler schon Monate vor der Euro-Einführung die Preise zahlreicher Produkte erhöhten, mutmaßlich um beim Währungswechsel nicht als Preistreiber zu gelten.
Zehn Jahre später ließ das Magazin erneut Steinle 10.000 Preisinformationen im Vergleich zwischen September 2001 mit September 2011 auswerten. Er konstatiert, dass das erste Euro-Jahrzehnt mit Ausnahme der Umstellungsphase 2001/02 von einer hohen Preisstabilität geprägt gewesen sei. Freizeitaktivitäten und Energie seien teurer geworden.
Das Magazin kritisiert die offizielle Statistik deutlich. So enthalte der Warenkorb zahlreiche Produkte, die die meisten Deutschen innerhalb eines Jahres nicht kauften. Zudem würden verschiedene Preissteigerungsquellen wie Einkommensteuern und andere staatliche Abgaben in der offiziellen Statistik gar nicht erfasst.

#### Andere Untersuchungen
Eine Preisstatistik des Statistischen Amtes der Stadt München wurde Mitte 2002 veröffentlicht. Sie stellt Preisveränderungen von Dezember 2001 auf Januar 2002 sowie von Januar 2002 auf Juli 2002 dar, die bei Testkäufen in 8 bis 10 Betrieben in allen Stadtbezirken ermittelt wurden. Bei Lebensmitteln ist das Bild gemischt – von moderaten Preissteigerungen oder -senkungen bis hin zu starken Schwankungen finden sich Beispiele in den ermittelten Daten. Lebensmittel, die beim Jahreswechsel massiv teurer geworden waren – bei Weintrauben wurde ein Anstieg von über 160 % festgestellt – wurde in der Folge zumeist wieder erheblich billiger, so dass der Preis dem vor der Umstellung nahekam. Die Preise in Gaststätten waren jedoch in den meisten Fällen gestiegen, auch wenn leichte Senkungen im Frühjahr 2002 dies etwas abfederten. Dienstleistungen waren in allen Fällen bei der Umstellung teurer geworden, während der Preis im Folgehalbjahr meist identisch blieb. Auch Kraftstoffe waren teurer geworden. Bei Waren des täglichen Gebrauchs, z. B. Körperpflegeprodukten, zeigten sich in den meisten Fällen Preissenkungen.
Eine im Auftrag der Fernsehsendung Stern TV im Jahr 2010 durchgeführte Untersuchung ermittelte Preisänderungen bei 256 Lebensmittelprodukten. Bei dieser wurde die allgemeine Inflation aus den Preisen des Jahres 2010 herausgerechnet, um zu ermitteln, ob Lebensmittel sich seit 2001 stärker oder weniger stark verteuert haben als die offizielle Inflationsrate angibt. Hierbei wurde festgestellt, dass sich 110 Produkte verteuert haben, während 146 Produkte billiger geworden waren. Als Datenbasis wurden jährliche Mittel herangezogen, die aus allen Käufen in 10.000 Geschäften, insgesamt 100 Millionen Datensätze pro Woche, ermittelt wurden.
Im Auftrag der Tageszeitung Bild untersuchte das Portal „Preiszeiger“ Ende 2011 den Preisunterschied seit 2001 bei einer Reihe von Haushaltsprodukten, die in Geschäften von Discounter-Ketten angeboten werden. Im Schnitt ergab sich eine Preissteigerung von 5 %. Am stärksten verteuert war eine Pflanzenmargarine, deren Preis um 63 % angestiegen war, während ein Mineralwasser die stärkste Verbilligung erreichte und 46 % billiger war.
Eine weitere Untersuchung der Bild aus dem Jahr 2008 verglich die Preise von 2008 mit denen von 1998. Jedoch wurden hier nur absolute Steigerungen berechnet, ohne den Gesamtpreis des Warenkorbs oder eine jährliche Teuerungsrate zu ermitteln. Bei den Energiepreisen wurden große Steigerungen beobachtet, während das Bild bei den Lebensmitteln gemischt war. Preissenkungen wurden bei Elektrogeräten und Bekleidung beobachtet.
Der Berliner Kurier wiederholte im Dezember 2011 einen Testkauf von 20 Produkten aus den Bereichen Lebensmittel und Körperpflege, den sie bereits drei Tage vor Euro-Einführung und elf Monate danach durchgeführt hatten. Im November 2002 zeigte sich eine Preisreduktion von rund 4 %. Neun Produkte waren billiger geworden, acht teurer und drei waren im Preis gleich geblieben. Eine Leserreaktion auf den Testkauf erklärte das Ergebnis damit, dass schon im Sommer 2001 die Preise erhöht worden seien. Beim Testkauf im Dezember 2011, bei dem aber einige mittlerweile eingestellte Produkte durch ähnliche Artikel ersetzt werden mussten, ergab sich überraschend, dass der Gesamtpreis des Warenkorbs identisch war zu dem im Herbst 2002. Die Journalisten fanden beträchtliche Preissteigerungen bei Kaffee, aber auch bei Orangen und Schokolade.
Eine Untersuchung des Instituts der Deutschen Wirtschaft aus dem Jahr 2012 stellte Nettolohnsteigerungen und Inflation aus dem Zeitraum 1991 bis 2011 gegenüber, wobei die Werte 1991 sich allerdings nur auf Westdeutschland bezogen. Die Studie kam zu dem Ergebnis, dass der Nettolohn zwar um 45 % gestiegen sei, aber auch die Preise um 43 %, also im Schnitt rund 1,8 % im Jahr. Das Preisgefüge habe sich aber verschoben. So müsse der Durchschnittsarbeitnehmer für den Kauf von Waschmaschinen und Fernsehern erheblich kürzer arbeiten, aber für Superbenzin und Strom deutlich länger, während beispielsweise Mischbrot und Eier genauso viel Arbeitsaufwand erforderten wie 1991.

### Österreich

Inflation im gesamten Euroraum im Vergleich zu Deutschland und Österreich. Daten für die Jahre 2001 und 2002, monatlich im Vergleich zum jeweiligen Vorjahresmonat, berechnet mittels des Harmonisierten Verbraucherpreisindex

In Österreich betrug die Inflationsrate 2,7 % im Jahr 2001 und 1,8 % im Jahr 2002.
Nach Angaben der österreichischen Nationalbank mit Hilfe von Daten der österreichischen Statistikbehörde Statistik Austria gab es im Jahrzehnt nach der Euro-Einführung eine niedrigere Inflation als in den 10 Jahren davor. Jedoch sei das Gefühl höherer Preissteigerungen nicht unbegründet, da täglich einzukaufende Produkte wie Lebensmittel und Benzin sich überdurchschnittlich verteuert hatten, während seltener gekaufte, langlebigere Waren wie Elektronik viel billiger geworden seien.

### Luxemburg

Inflation im gesamten Euroraum im Vergleich zu Belgien und Luxemburg. Daten für die Jahre 2001 und 2002, monatlich im Vergleich zum jeweiligen Vorjahresmonat, berechnet mittels des Harmonisierten Verbraucherpreisindex

Die luxemburgische Statistikbehörde Service Central de la Statistique et des Etudes Economiques erhebt jährliche Inflationsraten von Jahresmitte zu Jahresmitte. Laut diesen Daten betrug die Inflationsrate:
- Mitte 2000 bis Mitte 2001: 2,7 %
- Mitte 2001 bis Mitte 2002: 2,1 %
- Mitte 2002 bis Mitte 2003: 2,0 %

### Belgien
In Belgien betrug die Inflation laut Konsumentenpreisindex 1,6 % im Jahr 2002.

## Gründe für die Wahrnehmung einer höheren Teuerung
Die statistisch ermittelte Preisentwicklung weist eine erhebliche Diskrepanz zu der von der Bevölkerung wahrgenommenen umfassenden Verteuerung von Produkten auf. Hierfür gibt es Erklärungsansätze aus der Psychologie.

### Gefühlte Inflation
Die gefühlte Inflation ist die Preisniveausteigerung, die von den Konsumenten wahrgenommen wird. Diese muss in der Realität aber nicht im selben Maße stattgefunden haben. Bezogen auf die Euro-Einführung zeigt sich, dass sich zwar solche Güter merklich verteuert haben, deren Preise im Fokus der Öffentlichkeit stehen (z. B. Speisen und Getränke in Gaststätten), gleichzeitig jedoch die Preise solcher Güter kaum gestiegen sind, die im Alltag weniger wahrgenommen werden (etwa Mieten, Strom, Wasser). Hierüber kann eine Diskrepanz zwischen gefühlter und gemessener Inflation erklärt werden.
Die Forscher des Instituts der Deutschen Wirtschaft untersuchten bereits im Jahr 2002 die Preisentwicklung im Detail. Sie fanden eine höhere Inflationsrate für Produkte des täglichen Bedarfs von 4,8 %, was deutlich über den vom Statistischen Bundesamt ermittelten 1,9 % für das gesamte Jahr 2002 liegt. So wurde Gemüse ganze 14,3 % teurer, Obst 6,2 % teurer und Brot sowie Fleisch jeweils 4,1 % teurer. Überdurchschnittlich verteuerte Waren machten jedoch nur 24 % des Warenkorbs aus. Sie kamen zu dem Schluss, dass das in der Bevölkerung verbreitete Gefühl nicht unbegründet sei, da die stärker verteuerten Waren eher wahrgenommen würden als kaum geänderte Fixkosten wie beispielsweise Miete oder Heizungskosten. Zu ähnlichen Schlussfolgerungen kommen auch Experten anderer Wirtschaftsinstitute.

### Bestätigungsfehler
Die Hypothese, dass die in der Bevölkerung wahrgenommenen Preissteigerungen zumindest zu Teilen durch einen Bestätigungsfehler verursacht wurden, ist in mehreren wissenschaftlichen Studien getestet worden.
Dieses seit den 1940er Jahren bekannte psychologische Phänomen äußert sich darin, dass die Erwartungen die Beurteilung von Informationen beeinflussen. Erwartungen werden tendenziell bestätigt, selbst wenn sich ihr widersprechende Informationen häufen. Die Qualität der Information wird dabei nicht unabhängig von der Richtung dieser Erwartungen beurteilt, so dass mit diesen konsistente Informationen als glaubwürdiger und wichtiger eingestuft werden als inkonsistente. Im Allgemeinen geschieht dies nicht, indem die inkonsistente Information abgewertet wird, sondern indem über Schwächen in der konsistenten Information hinweg gesehen wird.
In einem von Traut-Mattausch et al. im Jahr 2004 veröffentlichten Experiment mit Restaurantspeisekarten wurden die Probanden gebeten, die Preisveränderungen von DM auf Euro zu schätzen. Dazu erhielten sie sowohl eine Euro- als auch eine DM-Version derselben Karte. Die angebotenen Speisen waren in beiden Fällen identisch, aber die Preisänderungen unterschiedlich. Auf einer Karte, bei der die Preise um 15 % verteuert wurden, schätzten die Testteilnehmer die Verteuerung auf 22 %. Selbst wenn die Preise nicht gestiegen waren, wurde eine Verteuerung von 8 % geschätzt. Eine deutliche Preisreduktion von 15 % wurde jedoch nur als gleichbleibender Preis wahrgenommen.
Auch in anderen Varianten des Experiments zeigte sich als klarer Trend, dass die neuen Preise im Vergleich zu den alten Preisen immer teurer eingeschätzt wurden als sie tatsächlich waren. Dies galt auch, wenn die Preisumrechnung mit dem oft angewandten Verhältnis 2:1 erfolgte oder sich alle Preise gleichmäßig veränderten. Sogar wenn den Probanden beide Karten gleichzeitig vorlagen und somit eine direkte Umrechnung möglich war, trat der Effekt auf. Es zeigte sich auch, dass die Wahrnehmung nicht auf mangelnder Sorgfalt beruht. Wenn die Testteilnehmer z. B. für eine besonders genaue Schätzung einen Geldanreiz angeboten bekamen, verbesserte sich die Preisschätzung nicht.
Die Forscher konnten auch feststellen, dass die kognitive Belastung, d. h. die Ablenkung durch eine gleichzeitig durchzuführende andere Aufgabe, eine erhebliche Rolle spielt. Bei einer Karte, bei der das Preisniveau gleich geblieben war, nahmen kognitiv belastete Personen eine Preissteigerung von 4 % wahr, während nicht abgelenkte Personen 11 % Preissteigerung schätzten. Daraus schlossen die Forscher, dass eine selektive Fehlerkorrektur stattfindet, bei der den Erwartungen nicht entsprechende Ergebnisse eher überprüft und ggf. korrigiert werden, während erwartungskonsistente Ergebnisse unverändert bleiben, selbst wenn sie falsch sind.
In Österreich wurde von Hofmann et al. ein sehr ähnliches Experiment mit fiktiven Speisekarten analog für den Übergang vom Österreichischen Schilling zum Euro durchgeführt, das zu demselben Ergebnis kam: bei gleichbleibenden Preisen wurde ein illusionärer Preisanstieg wahrgenommen. Weiterhin wurden Einkommensunterschiede durch den Währungswechsel untersucht. Hierbei ergab sich, dass die Einkommen weitgehend als unverändert wahrgenommen wurden.

### Ungenaue Umrechnung
Als weiterer Faktor wurden auch Ungenauigkeiten bei der Umrechnung im Kopf vermutet. Der offizielle Umrechnungskurs betrug 1,95583 Deutsche Mark zu 1,00 € bzw. 13,7603 Österreichische Schilling zu 1,00 €. Die von den Menschen üblicherweise verwendeten Umrechnungskurse waren bzw. sind jedoch 2 (für die D-Mark) und 14 (für den Schilling). Dies schafft eine Diskrepanz von mehr als zwei Prozent.
Dies konnte jedoch in Experimenten von Traut-Mattausch et al. nicht bestätigt werden, da illusionäre Preisanstiege unabhängig vom gewählten Wechselkurs festgestellt wurden und stärker waren als die rein rechnerische Diskrepanz. Die These der Wissenschaftler zur Erklärung dieses Sachverhalts basiert wiederum auf dem Bestätigungsfehler: den Erwartungen widersprechende Rechenfehler werden eher korrigiert als mit den Erwartungen konsistente Rechenfehler.

### Wahrnehmungen von externen Faktoren
Eine weitere Erklärung ist, dass externe Faktoren für die Preissetzung nicht wahrgenommen werden. So wurde Blumenkohl im Frühjahr 2002 erheblich teurer. Ursächlich hierfür war jedoch nicht die Euro-Umstellung, sondern eine ungewöhnliche Kälteperiode in Südeuropa.

### Lohnentwicklung
Ein weiterer Erklärungsansatz ist die Lohnentwicklung. Die Nettolöhne in Deutschland sind in den 10 Jahren nach Euro-Einführung um 0,79 % jährlich gestiegen, während die Preise doppelt so schnell gestiegen sind. Hierdurch sind die Löhne real gesunken, und schon kleinere Preissteigerungen wirken sich stärker aus. Auch in Österreich zeigt sich, dass z. B. für die Bezahlung von Dienstleistungen im Durchschnitt mehr Arbeitszeit aufgebracht werden muss.